# Pinarocorys
Pinarocorys es un género de aves paseriformes perteneciente a la familia Alaudidae, cuyos miembros se encuentran en las  zonas áridas del África subsahariana.

## Especies
Se reconocen las siguientes dos especies:
- Pinarocorys erythropygia - alondra colirrufa;
- Pinarocorys nigricans - alondra oscura.